# Дебонне, Реми
Реми Дебонне (фр. Rémi Desbonnet; род. 28 февраля 1992, Монпелье) — французский гандболист, вратарь, выступает за гандбольный клуб «Монпелье» и сборную Франции по гандболу. Призёр чемпионатов мира 2023 и 2025 годов, чемпион Европы 2024 года. Участник летних Олимпийских игр 2024 года.

## Карьера

### Клубная
Реми Дебонне научился играть в гандбол в своём родном городе Монпелье. Начиная с лета 2012 года Дебонне стал вторым вратарём команды. В сезоне 2012/13 годов с «Монпелье» выиграл Кубок Франции и занял третье место в Национальной гандбольной лиге.
С лета 2013 года играл за команду «USAM Nîmes Gard». С этим клубом дошёл до финала Кубка Франции 2017/18 годов. В сезоне 2019/20 годов команда заняла третье место во французском чемпионате.
Летом 2022 года «Монпелье» выкупил Дебонне по его контракту, действующему до 2024 года.

### Международная карьера в сборной
В основной сборной Франции Дебонне дебютировал 2 мая 2021 года в матче против Греции.
На чемпионате мира 2023 года выиграл серебряную медаль. В четвертьфинале против Германия (35:28) он заменил основного вратаря Жерара на 14-й минуте матча и показал выдающуюся игру с 48 % удерживаемых бросков.
На чемпионате Европы 2024 года выиграл золотую медаль, участвовал во всех девяти матчах.
В августе 2024 года принимал участие в летних Олимпийских играх. Сборная Франции уступила в четвертьфинале сборной Германии в дополнительное время и покинула турнир.
Принимал участие в играх чемпионата мира 2025 года, стал бронзовым призёром турнира. 